# Englefield Green
Englefield Green – wieś w Anglii, w hrabstwie Surrey, w dystrykcie Runnymede. Leży 32 km na zachód od centrum Londynu. Miejscowość liczy 11 180 mieszkańców.